# Den glade enke (film fra 1934)
Den glade enke (originaltitel The Merry Widow) er en amerikansk Komediemusical fra 1935, instrueret og produceret af Ernst Lubitsch.
Filmen har Maurice Chevalier og Jeanette MacDonald i hovedrollerne. Den var en filmversion af operetten Den glade enke af Franz Lehár
Filmen er baseret på fablen af samme navn. Der blev optaget en fransk version samtidigt kaldet La Veuve joyeuse.
Cedric Gibbons og Fredric Hope vandt en Oscar for bedste scenografi i 1935 for deres arbejde på filmen.